# Abony
Abony je mesto na Madžarskem, ki upravno spada v podregijo Ceglédi Županije Pešta.
Naselje se prvič omenja leta 1450 kot Aban, pri čemer so na področju mesta našli arheološke ostanke iz 7. stoletja.